# شانگراو
شانگراو (به لاتین: Shangrao) یک شهر مرکزی در جمهوری خلق چین است که در جیانگشی واقع شده‌است.

## خصوصیات
شانگراو ۲۲٬۷۹۱ کیلومترمربع مساحت و ۶٬۵۷۹٬۷۱۴ نفر جمعیت دارد.